# ألدن روش
ألدن روش (بالإنجليزية: Alden Roche)‏ هو لاعب كرة قدم أمريكية أمريكي، ولد في 9 أبريل 1944 في نيو أورلينز في الولايات المتحدة.

## وصلات خارجية
- ألدن روش على موقع مرجع كرة القدم المحترفة.كوم (الإنجليزية)